# Miroslav Kejval
Miroslav Kejval (Virmov, 11 juli 1973) is een Tsjechische voormalig wielrenner. Zijn broer Lubomir was ook actief als professioneel wielrenner.

## Overwinningen
1994
- Brno - Velka Bites - Brno

1997
- Horice
- Ledec

1998
- Prostejov
- Zamberk

1999
- Eindklassement Vysočina

2000
- Tsjechisch kampioen op de weg
- Puchov, Criterium
- Plzen